# Thorsten Nordenfelt
Thorsten Vilhelm Nordenfelt (Örby, 1842 – Stoccolma, 1920) è stato un inventore svedese.
Costruì torpedini, sottomarini e armi diverse, tra cui fucili.
Nel 1888 fondò con Hiram Stevens Maxim la compagnia di armi Maxim Nordenfelt Guns and Ammunition Company. Inventò cannoni a tiro rapido su affusto campale o in postazione fissa ed inoltre, su disegno di Helge Palmcrantz, la mitragliatrice Nordenfelt, a canne multiple non sparanti contemporaneamente, dotata di uno speciale otturatore a vite eccentrica, anch'esso battezzato col cognome del suo inventore. L'otturatore Nordenfelt fu anche applicato al cannone italiano da 75/27 modello 1911 Déport.